# Intergovernmentalizem
Intergovernmentalizem je izraz v politični znanosti in ima dva pomena. Prvi se nanaša na teorijo regionalnega povezovanja, prvotno jo je razvil Stanley Hoffmann; druga obravnava države in nacionalne vlade kot primarne dejavnike pri integraciji.

## Opredelitev
Intergovernmentalizem obravnava države, sploh nacionalne vlade, kot primarne akterje v procesu integracije. Od pristopa realizma in neorealizma se razlikuje po prepoznavanju pomembnosti institucionalizacije v mednarodnih odnosih.

## Regionalna integracija

### Evropska integracija
Najbolj znan primer regionalnega povezovanja je Evropska Unija (EU), gospodarska in politična medvladna organizacija, sestavljena iz 28 držav članic, vse v Evropi. EU deluje po sistemu nadnacionalne neodvisne institucije in sistemu medvladnih pogajanj o odločitvah držav članic. Institucije EU so: Evropska Komisija, Svet Evropske Unije, Evropski Svet, Sodišče Evropske Unije, Evropska Centralna Banka, Računsko sodišče in Evropski Parlament. Evropski Parlament vsakih pet let izvolijo državljani EU. De facto glavno mesto je Bruselj.
EU je razvila enotni trg prek standardiziranega sistema zakonov, ki veljajo v vseh državah članicah. Znotraj Schengenskega območja (ki vključuje 22 EU držav članic in 4 evropske države nečlanice) je nadzor potnih listov na mejah ukinjen. Politika EU omogoča prost pretok ljudi, blaga, storitev in kapitala znotraj svojih meja, zakonodajo na področju pravosodja in notranjih zadev in vzdrževanje skupne politike na področju trgovine, kmetijstva, ribištva in regionalnega razvoja.
Monetarna unija, znana kot evroobmočje, je bila ustanovljen leta 1999 in je sestavljena iz 17 držav članic EU. S skupno zunanjo in varnostno politiko je EU pridobila vlogo pri zunanjih odnosih in obrambi. Stalne diplomatske misije so bile ustanovljene po vsem svetu. EU ima lastno predstavništvo pri Združenih narodih, Svetovni trgovinski organizaciji, G-8 in G-20.

### Afriška integracija
Afriška unija (AU, v drugih uradnih jezikih UA) je kontinentalna medvladna unija, podobna EU, vendar manj integrirana. Sestavljena je iz 54 afriških držav članic. Edina afriška država, ki ni članica, je Maroko. AU je bila ustanovljen 26. maja 2001 v Adis Abebi, Etiopiji. Formalno je začela delovati 9. julija 2002 in je zamenjala Organizacijo afriške enotnosti (OAE). Najpomembnejše odločitve AU sprejemajo Skupščina Afriške unije in voditeljev držav in vlad držav članic, ki se sestajajo na pol leta. AU sekretariat, Komisija Afriške unije, ima sedež v Adis Abebi v Etiopiji. AU ima prav tako lastno predstavništvo v različnih mednarodnih organizacijah.